# Where the Buggalo Roam
Where the Buggalo Roam (с англ. — «Там, где бродит буггало») — десятый эпизод третьего сезона мультсериала «Футурама». Североамериканская премьера эпизода состоялась 3 марта 2002 года. Название является отсылкой к фильму «Там, где бродит бизон».

## Сюжет
Экипаж «Межпланетного экспресса» в полном составе отправляется на Марс, чтобы навестить родителей Эми на их ранчо и отметить там День Марса. Оказывается, родителям Эми принадлежит всё западное полушарие планеты.
Эми встречает своё любимое домашнее буггало — Бетси.
Тем временем на орбиту Марса выходит «Нимбус» — Зепп Бранниган и Киф тоже готовятся к встрече с семейством Вонгов.
Из рассказа Инес Вонг мы узнаём, что День Марса отмечается в ознаменование покупки этой планеты сэром Реджинальдом Вонгом за одну бусину.
Эми представляет Кифа своим родителям и бывшему молодому человеку Р. Джею (R. J.), на которых он производит неизгладимое впечатление. На ковбоя, в частности, тем, что Киф совершенно не умеет курить.
Надвигается пыльная буря, сопровождаемая странным звуком. Когда всё стихает, обнаруживается, что ни одного буггало не осталось; а Киф, стараясь произвести хорошее впечатление, неожиданно заявляет, что разыщет пропавший скот.
Киф собирается отправиться в путь вместе с приманкой, единственным уцелевшем животным — той самой Бетси. Профессор посылает ему в поддержку Фрая, Лилу и Бендера. Первую ночевку они устраивают на Олимпе, где пугают друг друга страшными историями.
Вскоре пропавшая скотина обнаруживается в кратере вулкана, и Киф взрывает его, освобождая всех буггало.
Тут же начинается ещё одна песчаная буря, засасывающая всех в воронку. Оказывается, всё это — происки коренных марсиан (Native Martians), которые хотят уничтожить семейство Вонгов, похитив их скот. Но узнав, что Эми — из семьи Вонгов, они решают вместо этого украсть только её.
Все, кроме Эми, возвращаются назад, со стадом. Родители похищенной просят о помощи Зеппа, а профессор вновь посылает свой экипаж в сопровождение. Они держат путь к Великому Каменному Лицу Марса (The Great Stone Face of Mars) — единственному входу в резервацию марсиан в этом полушарии.
Бранниган проводит неудачные (как всегда) переговоры, в результате чего разъярённые марсиане снова вызывают песчаную бурю, которая уничтожит всю планету. В отчаянии, что им не вернуть свою планету, марсиане кидают в вихрь Эми, а Киф, оседлав Бетси, бросается ей на выручку. Марсиане останавливают бурю, так как верят, что «только истинные марсиане и герои могут летать на буггало», и предлагают Кифу выкурить с ними трубку мира.
Киф курит, но закашливается дымом на вождя, и марсиане, разозлённые его «невежливостью», собираются убить его бусиной, за которую у них в своё время выменяли планету. Неожиданно выясняется, что эта безделушка — огромный бриллиант.
После того, как Бендер растолковал марсианам истинную стоимость этой «бусины», они отказываются от своей планеты, называя её «свалкой», и собираются приобрести себе «планету получше».
О случившемся рассказывают Вонгам, но те не верят геройству Кифа и благодарят Зеппа.

## Персонажи
- Дебют: Джо Камел
- Зепп Бранниган
- Киф Крокер
- Лео и Инез Вонг